# Ammospermophilus harrisii
Ammospermophilus harrisii är en däggdjursart som först beskrevs av John James Audubon och John Bachman 1854.  Ammospermophilus harrisii ingår i släktet Ammospermophilus och familjen ekorrar. IUCN kategoriserar arten globalt som livskraftig.

## Taxonomi
Catalogue of Life samt Wilson & Reeder (2005) skiljer mellan två underarter:
- Ammospermophilus harrisii harrisii (Audubon & Bachman, 1854)
- Ammospermophilus harrisii saxicolus (Mearns, 1896)

Skillnaden är liten mellan underarterna. A. h. saxicolus, som förekommer i södra Arizona, tenderar att ha en något ljusare färgteckning.

## Beskrivning
Arten har ett litet huvud med små öron. Under vintern är pälsen på ryggsidan gråaktig, medan resten av pälsen på övre delen av kroppen är randig som hos en tickad katt: Mörkbrun i botten, vit i mitten, och med ljusbruna spetsar. På varje sida finns dessutom ett smalt, vitt band från skuldrorna till höfterna. På buken är pälsen vit. Den yviga svansen är svart, och bärs vanligen böjd över ryggen.  I sommarpälsen är vinterpälsena grå partier mera ljust brunskära. Sommarpälsen är dessutom kortare och inte lika mjuk som vinterpälsen. Kroppslängden vaierar mellan 23 och knappt 25 cm, och svanslängden mellan 7 och 8,5 cm.

## Ekologi
Habitaten utgörs av olika typer av öknar, från öppna grus- och sandslätter till sådana med växtlighet i form av buskar och kaktusväxter. Den kan också påträffas i dalgångar, raviner och på flodbäddar. I bergen kan den nå upp till 1 350 meter.
Arten är dagaktiv, förefaller inte upphöra med aktiviteterna under den hetaste tiden på dagen, och sover ingen vintersömn. Den är solitär, och söker andra individers sällskap endast i samband med parningen. Arten använder ofta kaktusar som utkikspunkter.
Arten lever normalt inte längre i det fia än 2 till 4 år. I fångenskap har den blivit upp till 11 år gammal.

### Föda och predation
Arten är allätare, som äter frön från ökenväxter, kaktusfrukter, olika gröna växter, insekter och smådäggdjur som möss. Den lagrar ofta mat för senare konsumtion.
Själv utgör arten föda för predatorer som prärievarg, rödlo och ökenkatträv.

### Fortplantning
Lektiden infaller vanligen under februari till mars, även om det förekommer att den startar så tidigt som i december. Arten är polygynandrisk, båda könen har flera sexualpartners. Hanen försöker emellertid att förhindra detta genom att avsätta en vaginalplugg i honans vagina efter parningen. Efter en dräktighet på 29 till 30 dagar föder honan i medeltal drygt 6 outvecklade, blinda, döva och nakna ungar. De är avvanda efter 7 veckor, fullt utvecklade efter 7 månader, och blir könsmogna före ett års ålder, hanarna tidigare än honorna.

## Utbredning
Ammospermophilus harrisii förekommer i Arizona och New Mexico i USA samt i delstaten Sonora i nordvästra Mexiko.